# Лука Данькевич
Лука Данькевич (24 листопада 1791, Орява — 4 січня 1867, Коломия) — український письменник, байкар, священник, громадський діяч. Друкував свої твори під псевдонімами «Лука з Ракова», «Хуторський К.», «Лука з Р.», «Лука Д.». Один з перших будителів українства на Галичині.

## Життєпис
Лука Данькевич народився в карпатському селі Орява (теперішня Сколівщина) 24 листопада 1791 року. Навчався у своїх батьків, потім навчався в школі (скоріш за все в Стрию), у 20 років відправився до Львова на подальшу науку. Вступив до Львівської духовної семінарії, яку успішно закінчив у 1820 році.
Після закінчення семінарії він подався служити в парафії: Плав'ю, Нижньому Синевідську, Коломиї. У 1843–1857 роках був парохом села Раків Долинського повіту. з 1855 року парох у Коломиї.
Окрім служіння в церкві, отець Лука встигав займатися громадськими справами й писати. Як громадський представник він був вибраний у 1848–1849 роках очільником «Руської Ради» в Стрию, а коли перебрався до Коломиї, то зорганізував «Руське літературне товариство» (1864) й бурсу для бідних учнів у Коломиї.
У Коломиї Лука Данкевич організував будівництво нової церкви. Для її оздоблення він запросив видатного художника Корнила Устияновича та закарпатського різьбяра Юрка Морозенка.
Лука Данкевич помер у Коломиї, та похований на місцевому цвинтарі «Монастирок».

## Творчість
Лука Данкевич написав понад сорок ліричних віршів і майже п'ятдесят байок. Співпрацював з тодішніми періодичними виданнями: «Вінок русинам на обжинки» (1847), в газетах «Зоря Галицька», «Новини», «Вісник русинів», «Голос народний», в збірнику «Галичанин» він вів завдяки передруку його статей-роздумів, поезій та байок. Загалом, найвдаліше в нього виходили байки, які були на слуху в усій окрузі й передавалися з уст в уста і часто передруковувалися в тодішніх читанках:
- «Вихор і буря»,
- «Жаба та місяць»,
- «Заєць з Лисом»,
- «Осел та кінь»,
- «Огонь і вода»,
- «Язик і меч»,
- «Мудрий бик»,
- «Пес і котик»,
- «Муж і жена»,
- «Гуцули в Парижі», надрукованого в 1861 році.
- «Нема як наша Коломия», надрукованого 1866 року в місяцеслові «Покутянин» (обробка вірша «Гуцули в Парижі»).

Іван Франко протягом багатьох років збирав відомості про Луку Данкевича, розшукував його спадщину та готував до друку повне зібрання творів. Перша світова війна перешкодила здійснити цей намір. Зібрані матеріали зберігаються тепер у відділі рукописів Інституту літератури імені Т. Г. Шевченка АН України. (Фонд 3, справи 193, 1888-9, 3271-2, 2810).

У статті «Давні акти до нового спору» Іван Франко зазначав: 
|  | Лука Данкевич... був мало що не одиноким українським письменником, котрий під час панщини поважився сказати панам гірку правду, представляючи їх в звісній байці яко ґазду, котрий, стрижучи вівцю, «удрав з вовною і шкіру» |